# Sarlós Boldogasszony-templom (Kiskunfélegyháza)
A Sarlós Boldogasszony-templom, vagy ahogy a helyiek ismerik: Ótemplom, Öregtemplom, Egytornyú templom Kiskunfélegyháza legrégebbi épülete, egyben legnagyobb területű temploma a Béke téren. A barokk stílusú plébániatemplom építése 1749-ben kezdődött. Más források szerint alapjait már 1744-ben, Félegyháza török hódoltság utáni újjátelepítése utáni évben lerakták. 1761. július 12-én szentelte fel Eszterházy Károly váci püspök.

## Története
A Félegyházát 1743-ban újjátelepítők már 1744-ben adakozni kezdtek egy templom építésére. Félegyháza első temploma fatemplom volt a mai Szent János téren, szükség volt állandó kőépületre a misék megtartásához. Az alapkövet 1749-ben tették le. Az építkezéshez szükséges követ részben a Kővágóérről hozták, részben pedig az 1526-ban elpusztult régi Félegyháza kőtemplomából, amelynek romjait a mai Templom-halom rejtette a 2008–2009-es ásatásokig. 1753-ban a templom már készen állt, de 1754-ben tornya összeomlott, s beszakította a templomhajó mennyezetét. Barta Jakab építőmestert tették felelőssé, akinek pénzbüntetést kellett fizetnie. Új, ma is álló tornya 1770-ben épült fazsindellyel, amelyet 1803-ban rézzel borítottak be. 1773-ban toronyórát szereltek fel.
1885-ben a templomot felújították. Ekkor került a torony tetejére a ma is látható kereszt. A ma műemlék templom eredetileg csak műemléki jellegű védelmet kapott, mert 1904–1905-ben Morbitzer Nándor tervei alapján az északi sekrestyét lebontották, és helyébe, illetve a déli oldalra új sekrestyéket építettek. A bejárat fölött ekkor helyezték el a Megváltó és két angyal, valamint a homlokzat két fülkéjében bal oldalon Árpád-házi Szent Erzsébet, jobb oldalon Szent István szobrát, Maróti Géza műveit.
2000-2001-ben tetőzetét vörösrézzel fedték be. 2005-ben renoválták, ekkor új harang került a toronyba, amellyel együtt négy harangja van. Egykor hat harangja is volt.
A templom 48,5 méter hosszú, 13 méter széles, főhajója 22,7 méter magas. Bejárata előtt a Aliquan latin szó olvasható, melynek jelentése: Isten hozott.
Harangjai közül az első 1743-ból való.